# روشنایی ماندگار و داستان‌های دیگر
«روشنایی ماندگار به همراه چند داستان دیگر»(به انگلیسی: While the Light Lasts and Other Stories) نام مجموعه داستانی است به قلم آگاتا کریستی.که عنوان اصلی کتاب در زبان انگلیسیWhile the Light Lasts and Other Stories می‌باشد.

## مقدمه
داستان‌های این مجموعه داستان عمدتاً تا قبل از مرگ آگاتا کریستی در هیچ کتابی چاپ نشده بودند و هر یک تنها یک مورد چاپ در مجله‌های دههٔ ۲۰ یا ۳۰ داشته‌اند. اما پس از مرگ آگاتا کریستی در سال ۱۹۹۷این مجموعه تحت عنوان روشنایی ماندگار که نام یکی از داستان‌های مجموعه می‌باشد، در آمریکا و انگلستان به چاپ رسید. این مجموعه در سال ۱۳۸۹در ایران تحت ترجمه قرار گرفت و به زودی کتابی با همین عنوان توسط انتشارات افکار به چاپ خواهد رسید.

## محتویات کتاب
این مجموعه شامل ۹ داستان می‌شود
- خانهٔ رویاها
- بازیگر
- جادهٔ انتها
- ماجراهای کریسمس
- خدای تنها
- طلاهای ایسلندی
- کنار دیوار
- راز صندقچهٔ بغدادی
- روشنایی ماندگار

## نخستین چاپ داستان‌ها
- خانهٔ رویاها:این داستان ابتدا در سال۱۹۲۶ در مجلهٔ سورین چاپ شد و بعد در سال ۱۹۹۷ در مجموعه داستان « روشنایی ماندگار به همراه چند داستان دیگر » چاپ شد. تم داستان شدیداً ماواراطبیعه‌است. داستان یک بازنویسی از داستانی به نام«خانهٔ زیبا » است که کریستی در نوجوانی اش نوشته و خودش دربارهٔ آن می‌گوید اولین کاری ست که نشان داد، آیندهٔ درخشانی پیش روی اوست.
- بازیگر:در سال ۱۹۲۳ در مجلهٔ رمان با عنوان «یک تله برای یک بی خبر » چاپ شد و تا سال ۱۹۹۷ در هیچ مجموعه داستانی چاپ نشد.تا اینکه در آمریکا در مجموعه داستان « روشنایی ماندگار به همراه چند داستان دیگر» و همچنین «ست چای خوری دلقک و داستان‌های دیگر»به چاپ رسید.
- جادهٔ انتها:اگر کمی از زندگی خود کریستی بدانید نتایج بسیار واضحی از این داستان می‌توانید بگیرید. این داستان نخستین بار در سال ۱۹۲۷در مجلهٔ پرسن به چاپ رسید.وبعد در سال ۱۹۹۷ در آمریکا مجوعه داستانی تحت عنوان «روشنایی ماندگار و داستان‌های دیگر» و نیز «ست چای خوری دلقک و داستان‌های دیگر» چاپ شد.
- ماجراهای کریسمس:اصل داستان نخستین بار در بریتانیا در سال ۱۹۴۳و در مجموعه داستان «مشکل در لنگرگاه پولنسا و ماجراهای کریسمس » و بار دیگر در کتابی به نام «پوارو قاتل را می شناسد » در سال۱۹۴۶به چاپ رسید.سپس داستان تکمیل شد و در۱۱دسامبر ۱۹۲۳در شمارهٔ ۱۶۱۱مجلهٔ اسکچ چاپ شد. فرم تکمیل شدهٔ داستان به شکل رمان کوتاه در آمد و در۱۹۶۰ در بریتانیا در مجموعه داستان‌های ماجراهای پودینگ کریسمس و تحت همین عنوان به چاپ رسید. و بعد از آن هم چند بار در مجله‌های مختلف به چاپ رسیدد.اما آنچه هم‌اکنون در این کتاب یعنی «روشنایی ماندگار و داستان‌های دیگر» گرد آوری و تحت عنوان ماجراهای کریسمس به چاپ رسیده نسخهٔ کوتاه داستان است.
- خدای تنها:اولین بار در شمارهٔ ۳۳۳در مجلهٔ رویال در سال ۱۹۲۶به‌طور مصور به چاپ رسید.کریستی نام اصلی این داستان را خدای کوچک تنها گذاشته بوده. خود کریستی بعدها دربارهٔ این داستان گفته که«متأسفانه رمانتیک است». این داستان در دو مجموعه داستان «روشنایی ماندگار و داستان‌های دیگر» و «ست چای خوری دلقک و داستان‌های دیگر» به چاپ رسیده.
- طلاهای ایسلندی:طلاهای ایسلندی یکی از عجیب‌ترین پروژه‌هایی بود که آگاتا کریستی در تمام دوران حرفه ایی اش به انجام رساند.همان‌طور که در آغاز داستان در یادداشت ابتدایی توضیح داده می‌شود، داستان از آرزویی نشأت می‌گیرد برای یافتن طلا در جزیره‌مان. این داستان در می سال ۱۹۳۰ در داستانی ۵ قسمته به چاپ رسید. کریستی در سال ۱۹۳۰ با گرفتن مبلغ ۶۰ پوند و به درخواست کارکنان شرکتی که جابجایی مسافران بین انگلستان و جزیره‌مان را بر عهده داشت این داستان را نوشت. داستان به عنوان نقشهٔ گنج ابتدا در روزنامهٔ دیسپچ منچستر و پس از آن با پیدا شدن گنج‌ها در یک نسخهٔ تکمیلی و به همراه توضیحات در کتابچه‌ای با عنوان «ماه جون در داگلاس » منتشر شد گفته می‌شود که یک چهارم میلیون نسخه از کتابچه در هتل‌ها و قطارها برای توریست‌ها قرار داده شد ولی تنها یکی از این کتابچه‌ها هنوز باقی‌مانده. این داستان در سال ۱۹۹۷ در مجموعه داستان حاضر یعنی «روشنایی ماندگار و چند داستان دیگر» گرد آوری و منتشر شده.
- کنار دیوار:نخستین بار در شمارهٔ ۳۲۴ در اکتبر ۱۹۲۵ در مجلهٔ رویال چاپ شده و پس از آن در کتاب حاضر یعنی «روشنایی ماندگار و داستان‌های دیگر» و «ست چای خوری دلقک و داستان‌های دیگر»به چاپ رسید. و داستان یکی از تم‌های مورد علاقهٔ کریستی یعنی عشق میان سه نفر را دنبال می‌کند.
- راز صندقچهٔ بغدادی:نخستین بار در شمارهٔ ۴۹۳ مجلهٔ استرند در ژانویهٔ سال۱۹۳۲چاپ شد. سپس داستان تکمیل و به شکل رمان کوتاه در آمد و با عنوان «صندوقچهٔ اسپانیایی» در سال۱۹۶۰ در انگلستان در مجموعه داستان ماجراهای پودینگ کریسمس به چاپ رسید. به علاوه داستان به فرم سریال در آمد و در مجموعه داستان‌های پوارو با بازی دیوید ساچت از تلویزیون پخش شد.
- روشنایی ماندگار:نخستین بار در شماره ی۲۲۹ مجلهٔ ناول (رمان)در ماه آوریل سال۱۹۲۴ به صورت مصور چاپ شد. بعد در سال در ۱۹۳۰نخستین کتاب با داستان‌های عاشقانهٔ آگاتا کریستی –که البته آن زمان نام مستعار مری وست مکات را داشت- به چاپ رسید. و بعد از آن نیز در دو مجموعه داستان «ست چای خوری دلقک و داستان‌های دیگر» و کتاب حاضر یعنی »روشنایی ماندگار و داستان‌های دیگر» چاپ شد.